# Nickeisha Anderson
Nickesha Anderson (Hanover (Jamaica), 15 maart 1985) is een Jamaicaanse voormalige sprintster, die was gespecialiseerd in de 200 m.
In 2004 behaalde ze op het WK junioren in de Italiaanse stad Grosseto een bronzen medaille op de 200 m. Met een tijd van 23,46 finishte ze achter de Amerikaanse Shalonda Solomon (goud; 22,82) en haar landgenote Anneisha McLaughlin (zilver; 23,21). Twee jaar eerder moest ze op dit kampioenschap nog genoegen nemen met een zesde plaats.
Nickesha Anderson liep zich in 2008 flink in de kijker door haar persoonlijk record op de 200 m te verbeteren tot 22,57. Ook op de andere sprintafstanden verbeterde ze al haar PR's. Op de Jamaicaans olympische selectiewedstrijden in Kingston werd ze slechts zevende op de 100 m ondanks dat ze haar persoonlijk record verbeterde tot 11,25. Op de 200 m werd ze zesde in 22,68. Deze wedstrijd werd gewonnen door Veronica Campbell-Brown in 21,91. 

## Persoonlijke records
Outdoor
| Onderdeel | Prestatie | Datum        | Plaats   |
| --------- | --------- | ------------ | -------- |
| 100 m     | 11,25 s   | 28 juni 2008 | Kingston |
| 200 m     | 22,57 s   | 18 mei 2008  | Boulder  |

Indoor
| Onderdeel | Prestatie | Datum         | Plaats       |
| --------- | --------- | ------------- | ------------ |
| 60 m      | 7,22 s    | 1 maart 2008  | Lincoln      |
| 200 m     | 22,62 s   | 14 maart 2008 | Fayetteville |

## Palmares

### 200 m
- 2002:  Centraal-Amerikaanse en juniorenkampioenschappen - 24,03 s
- 2002: 6e WK junioren - 23,59 s
- 2003:  Carifta Games (< 20 jr) - 23,76 s
- 2003:  WK junioren - 23,59 s
- 2004:  Centraal-Amerikaanse en juniorenkampioenschappen - 23,50 s
- 2004:  Carifta Games (< 20 jr) - 23,41 s